# Flavia Anglin Senoga
Flavia Anglin Senoga, hoặc Flavia Senoga Anglin, là một luật sư và thẩm phán Tòa án tối cao của Uganda. Bà được tổng thống Yoweri Museveni bổ nhiệm vào vị trí tòa án đó vào ngày 14 tháng 3 năm 2011

## Bối cảnh và giáo dục
Bà tốt nghiệp Khoa Luật của Đại học Makerere, trường đại học công lập lớn nhất và lâu đời nhất ở Uganda, với bằng Cử nhân Luật, vào khoảng năm 1973. Năm sau, bà được Trung tâm Phát triển Pháp luật trao tặng Bằng Cao đẳng về Thực hành Pháp lý, tại Kampala, thủ đô của Uganda.

## Nghề nghiệp
Trước khi tham gia tòa án, bà Senoga là Giám đốc đăng ký tại Tòa án tối cao của Uganda, và là người phụ nữ đầu tiên phục vụ trong cương vị này. Bà đã bắt đầu như một thẩm phán cấp I, trước đó.
Tại Tòa án tối cao, bà được phân công vào các bộ phận khác nhau cho đến khi được bổ nhiệm làm Phó trưởng phòng Hình sự. Trước khi vào phòng này, Senoga đã phục vụ trong Phòng Thi hành án và Bảo lãnh của Tòa án Tối cao, với tư cách là Phó Trưởng phòng. Bà đã được chuyển đến Phòng Hình sự vào tháng 6 năm 2017.
Trong số các vụ án mà bà đã chủ trì, có State vs Muhammad Ssebuufu et. al, còn được gọi là "Vụ án giết người ở Pine", trong đó một nhân viên bán xe hơi và những người khác bị buộc tội bắt cóc một khách hàng và đánh bà ta đến chết, vì lý do không giải quyết được khoản nợ 9 triệu USh (2.500 USD).